# Шаталов, Матвей Андреевич
Матве́й Андре́евич Шата́лов (1885—1961) — активный участник становления Советской власти в Липецке и его уезде, председатель Липецкого уездного исполкома Советов рабочих и крестьянских депутатов (1918—1919).

## Биография
Родился в 1885 году в селе Яблоновец Липецкого уезда (ныне Петровского района Тамбовской области) в крестьянской семье. С 13 лет батрачил у помещика, затем работал кузнецом. С 1905 по 1909 год служил в армии. После окончания службы учился в Санкт-Петербурге в художественной школе. В 1911—1914 работал в скульптурной мастерской.
Участник первой мировой войны. Награждён двумя солдатскими Георгиевскими крестами. После Октябрьской революции вернулся в Липецк. В 1918—1919 годах возглавлял Липецкий уездный исполком Советов рабочих и крестьянских депутатов. Один из организаторов отрядов Красной гвардии и частей особого назначения, участник подавления мятежей в сёлах и деревнях Липецкого уезда. В декабре 1920 года участвовал в работе 8-го Всероссийского съезда Советов.
После окончания гражданской войны — на административно-хозяйственной работе. Работал заведующим уездным отделом народного образования, председателем уездной земельной комиссии в городе Борисоглебске, инспектором тамбовской губернской рабоче-крестьянской инспекции и на других ответственных должностях. Неоднократно избирался депутатом Липецкого городского Совета депутатов трудящихся.
Выйдя на пенсию, вернулся в Липецк. Работал на заводе «Свободный Сокол» начальником отдела, затем заведующим клубом.
Умер в 1961 году.

## Память
К 50-летию Великой Октябрьской социалистической революции на площаде Революции был открыт памятник-обелиск, рядом с которым на изогнутой стеле барельефное изображение лиц тех, кто принимал активное участие в утверждении Советской власти в Липецке. На торце стелы начертаны их имена, в том числе и Матвея Шаталова. 27 октября 1967 года Станкостроительная улица в Липецке получила имя Шаталова.